# Jean-Auguste Barre
Jean Auguste Barre, nacido en 1811 en París y fallecido en 1896 en la misma ciudad, fue un escultor francés.

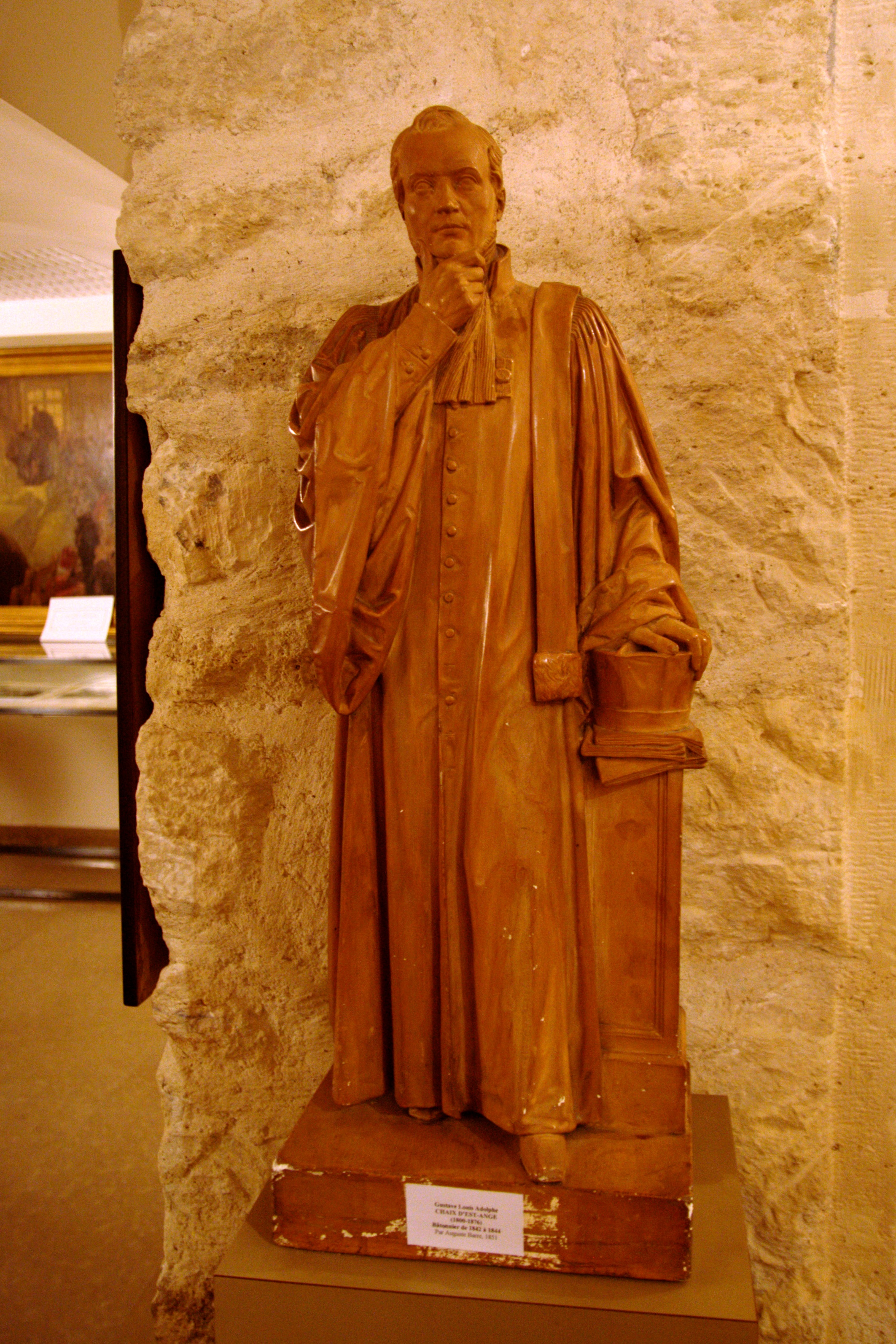
Escultura del abogado Gustave Louis Chaix d'Est-Ange, conservada en el Musée du Barreau de París

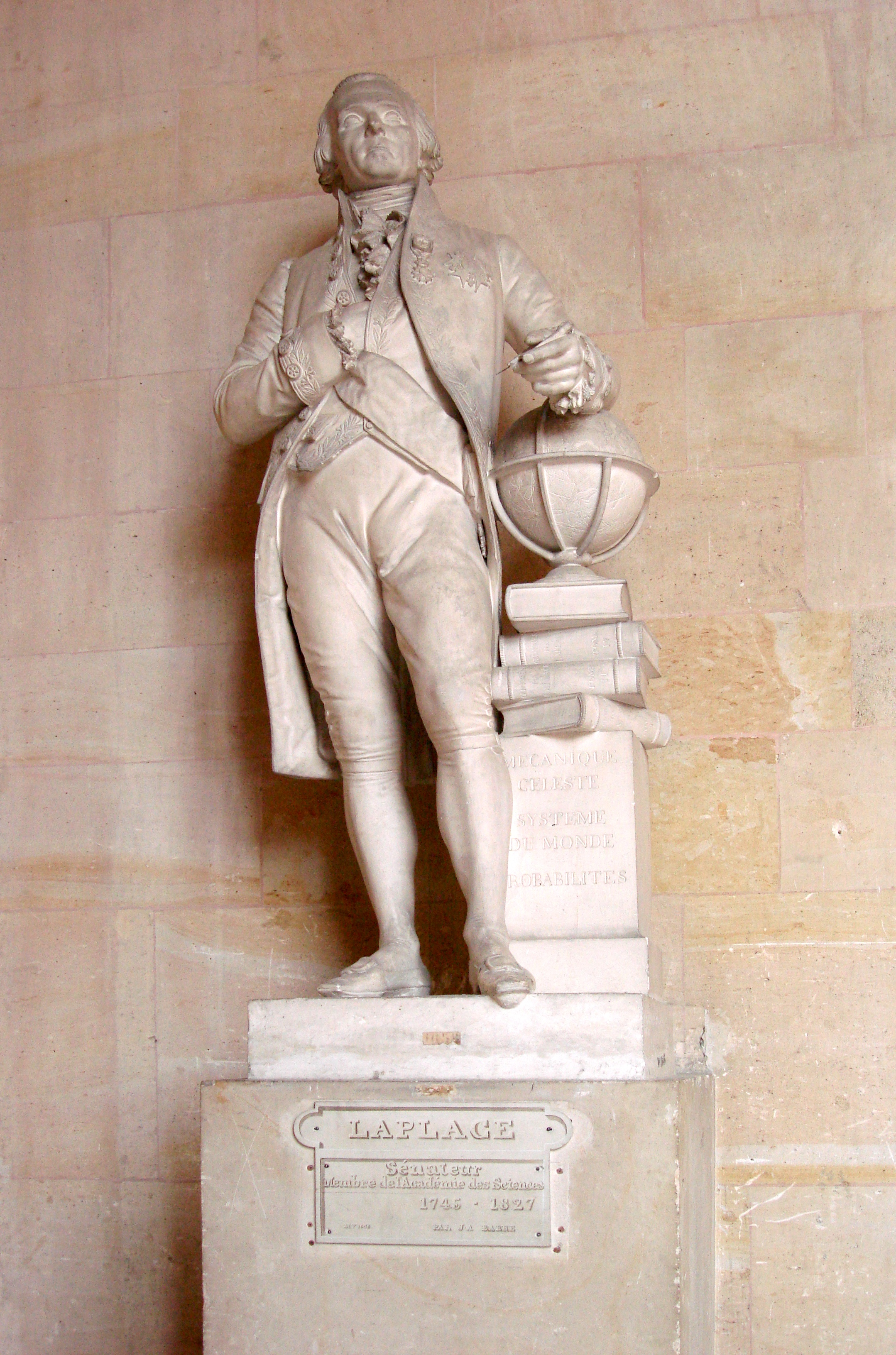
Escultura de Pierre Simon, marqués de Laplace, en el Palacio de Versalles

## Datos biográficos
Jean Auguste Barre (1811-1896) fue un escultor francés y medallista. Nacido en París, fue entrenado por su padre, JeanJacques Barre (1793-1855), grabador de medallas. Barre estudió en la École des Beaux-Arts de París, donde perfeccionó su formación en la escultura con Jean Pierre Cortot, modelado con David de Angers y sigue las enseñanzas del artista Achille Devéria. Es conocido principalmente como escultor de retrato.
Expone en el Salón de Francia desde 1831 hasta 1886, sus primeras muestras eran de medallones y medallas. En los salones ganó en la sección de escultura una medalla de segunda clase en 1834, de primera clase en 1840, luego fue elevado al rango de Caballero de la Orden de la Legión de Honor en 1852.Barre es conocido por ser uno de los primeros escultores en hacer miniaturas de contemporáneos famosos, como Napoleon III, la reina Victoria, los bailarines Marie Taglioni y Emma Livry, y Susan B. Anthony. Sus obras en bronce se exhiben en lugares como el Louvre y el Museo de Arte de Cleveland.
No haber competido para el Premio de Roma, sin embargo, pudo impedir una carrera oficial más importante. Desde 1835, retrató dentro de un género familiar e íntimo que es posteriormente sustituido por la fotografía. Al realizar para el rey Luis Felipe I la tumba de su madre, la duquesa de Orleans en la Capilla Real de Dreux, su fama crece en el segundo imperio. No son menos de veintiséis los bustos de Napoleon III y muchas efigies de la Emperatriz Eugenia , él fue, en la década de 1850, gracias a su habilidad y talento , el retratista preferido de la corte imperial donde también hace retratos de medallas.
Hizo algunos pedidos grandes para el Museo Histórico de Versalles y obras monumentales, como en 1861, la estatua de la Prudencia de la Fuente de Saint Michel, en París.
Auguste Barre es uno de los primeros creadores de las populares "estatuas-retrato" pequeñas , de las mujeres de la década de 1830: amigos íntimos, como la Sra. Aquiles Deveria o la señora Paul Delaroche ; efigies de figuras en pie de artistas contemporáneos como la mayoría de los bailarines famosos de la época en la Ópera: Fanny Elssler y Marie Taglioni, o el más popular Bayadera Amany, la actriz Rachel ... También realiza las estatuas dentro del estilo trovador : María de Borgoña a caballo.
En el estilo romántico, más vigoroso, sus primeros trabajos fueron seguidos por el encanto de la decoración refinada del estilo de las obras tardías del artista, que luego evoluciona a un académicismo de buena calidad en sus encargos oficiales. 
Una de sus obras de piedra se encuentra en el cementerio de Père Lachaise, donde hizo un busto para la tumba de su amigo Alfred de Musset.
Murió en París en 1896.

## Obras

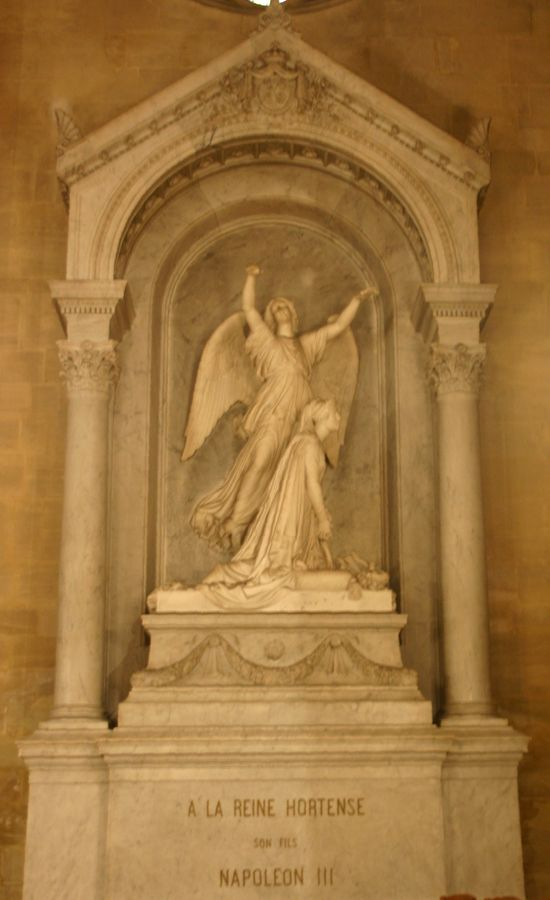
Tumba de Hortense de Beauharnais, mausoleo en la iglesia Saint Pierre y Saint Paul de Rueil-Malmaison.

- Tumba de Hortense de Beauharnais, mausoleo en la iglesia Saint Pierre y Saint Paul de Rueil-Malmaison
- Saint Luc, estatua, piedra, París, plaza Franz-Liszt, fachada de la iglesia Saint-Vincent-de-Paul, balaustrada
- Retrato de Pierre-Antoine Berryer, hombre político (1790 - 1868) (1878), busto, mármol, Versalles, castillo de Versalles y de Trianon : salón de 1879, no 4778
- François de Lorraine, duc de Guise (1519 - 1563) (1840), estatua mayor que el natural, yeso, Versalles, castillo de Versailles y de Trianon : salón de 1840, no 1668
- Achille de Harlay, primer presidente del Parlamento de París (1536 - 1619) (1840), estatua mayor que el natural, yeso, Versalles, castillo de Versailles y de Trianon : salón de 1843, no 1388
- Retrato de Isabel de Aragón, reina de Francia (1247 - 1271) (1837), busto, mármol, Versalles, castillo de Versalles y de Trianon
- Pierre Simon, marqués de Laplace, astrónomo (1749 - 1827) (1847), estatua mayor que el natural, yeso, Versalles, castillo de Versalles y de Trianon
- Retrato de Napoleón III, emperador de los Franceses (1808 - 1873) (1852), busto, yeso, Versalles, castillo de Versalles y de Trianon
- Retrato de Clotilde, princesa de Savoya, esposa del principe Jerome Napoleón (1843 - 1911) (1870), busto, mármol, Versalles, castillo de Versalles y de Trianon
- Retrato de Louis II de la Trémoille, vizconde de Thouars, principe de Talmont (1460 - 1525) (1839), busto, yeso, Versalles, castillo de Versalles y de Trianon
- María de Borgoña, 1844, bronce, (The Art Institute of Chicago)

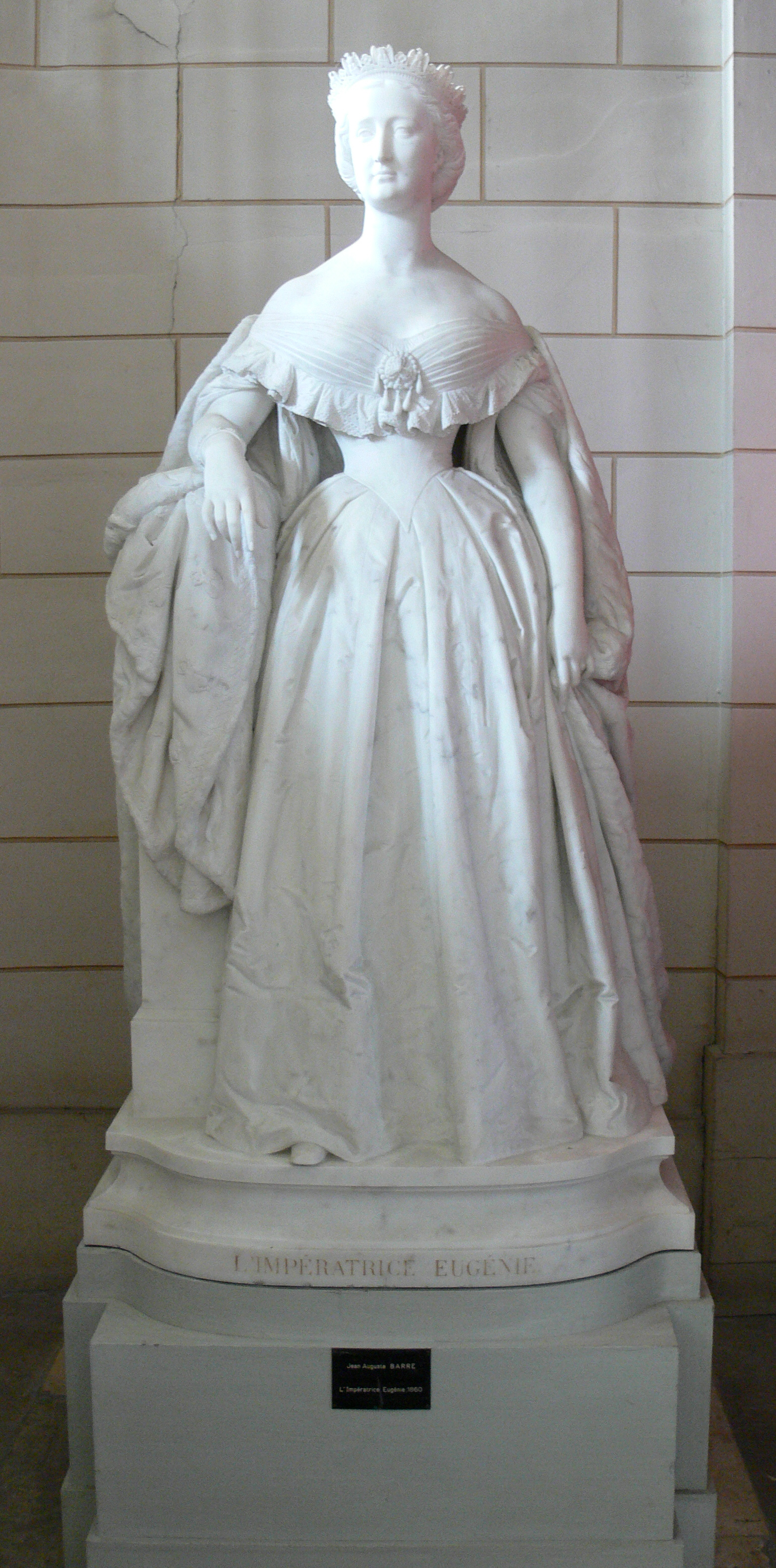
: La emperatriz Eugenia, 1860
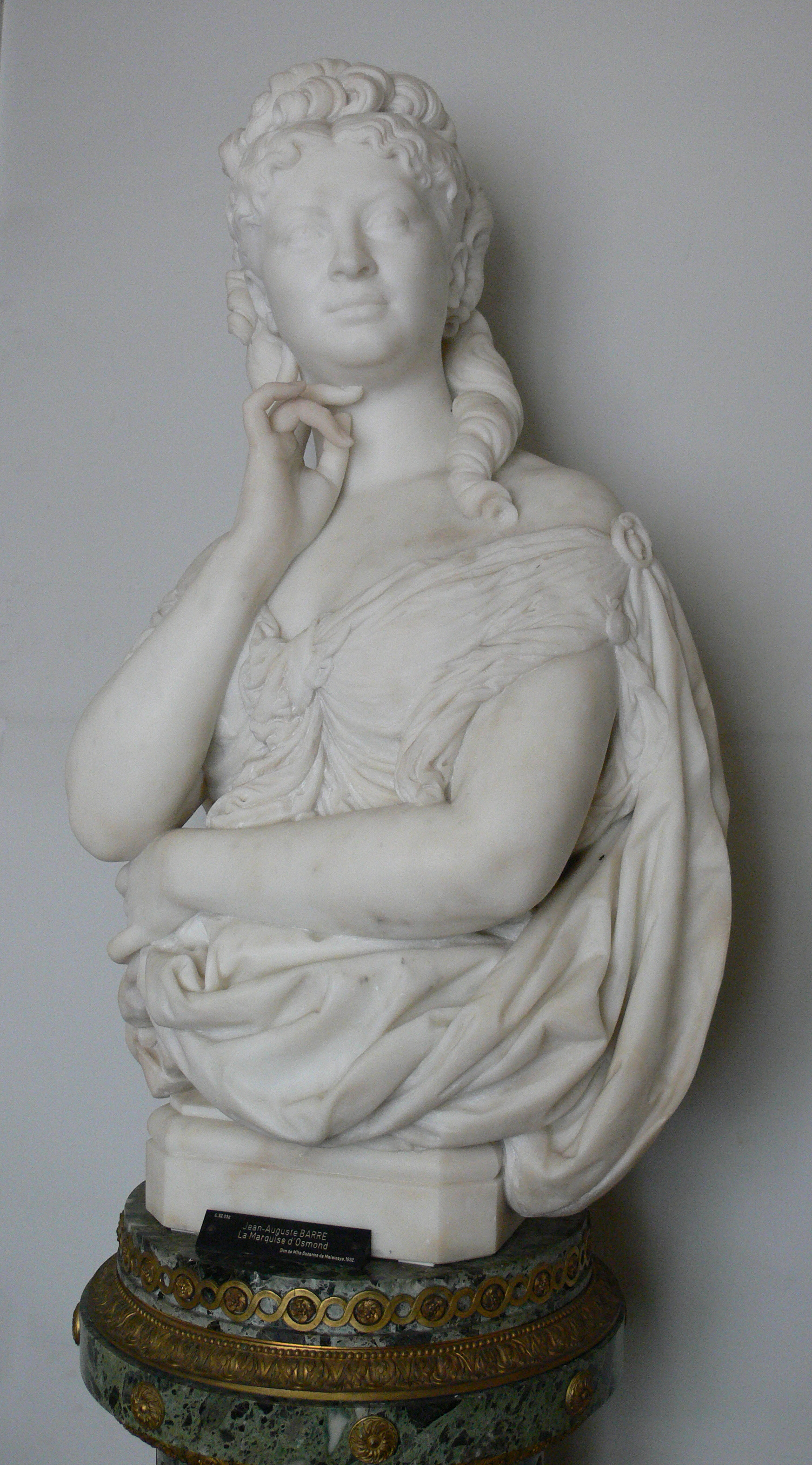
La Marquesita de Osmond
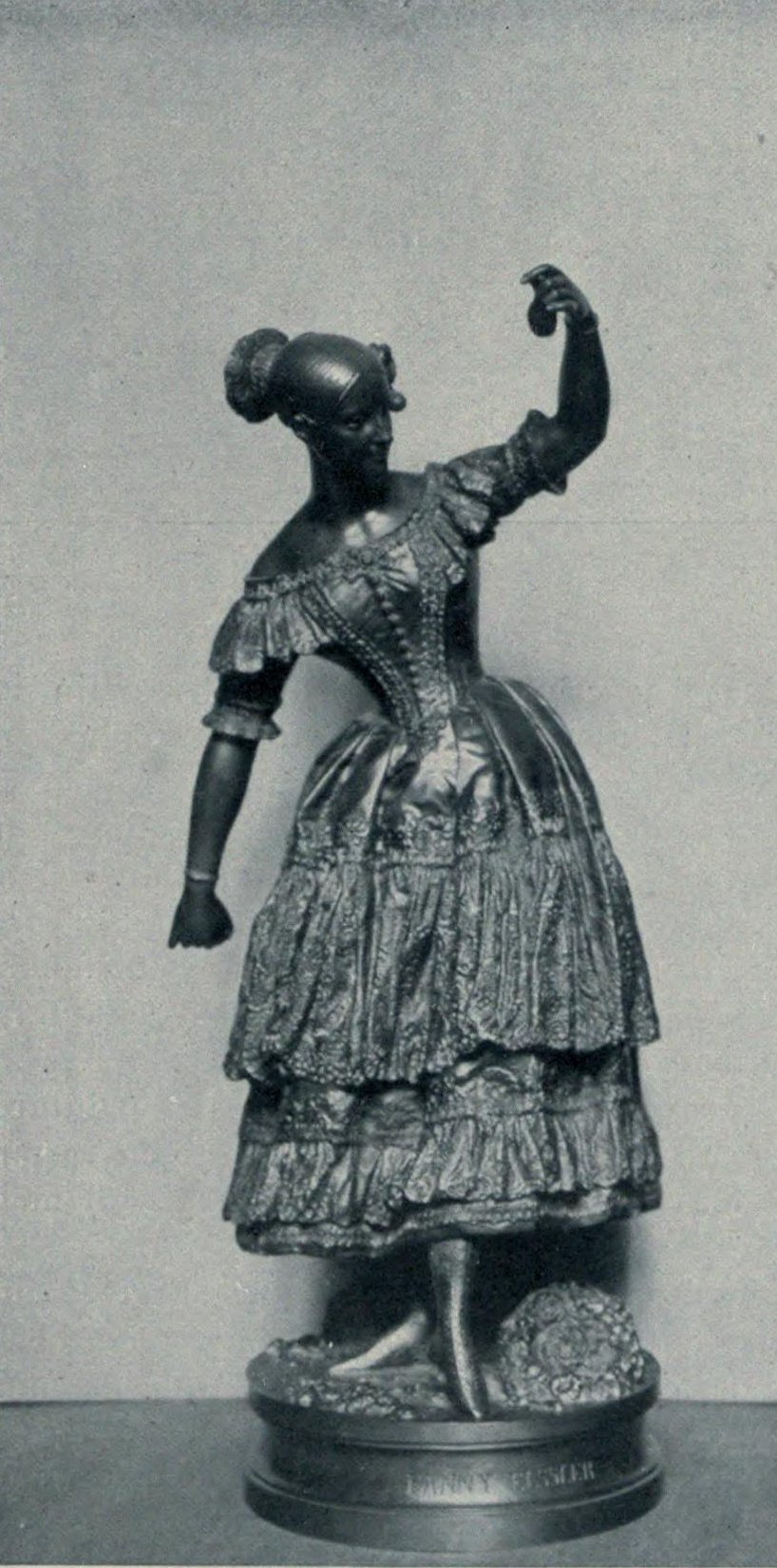
Fanny Elssler
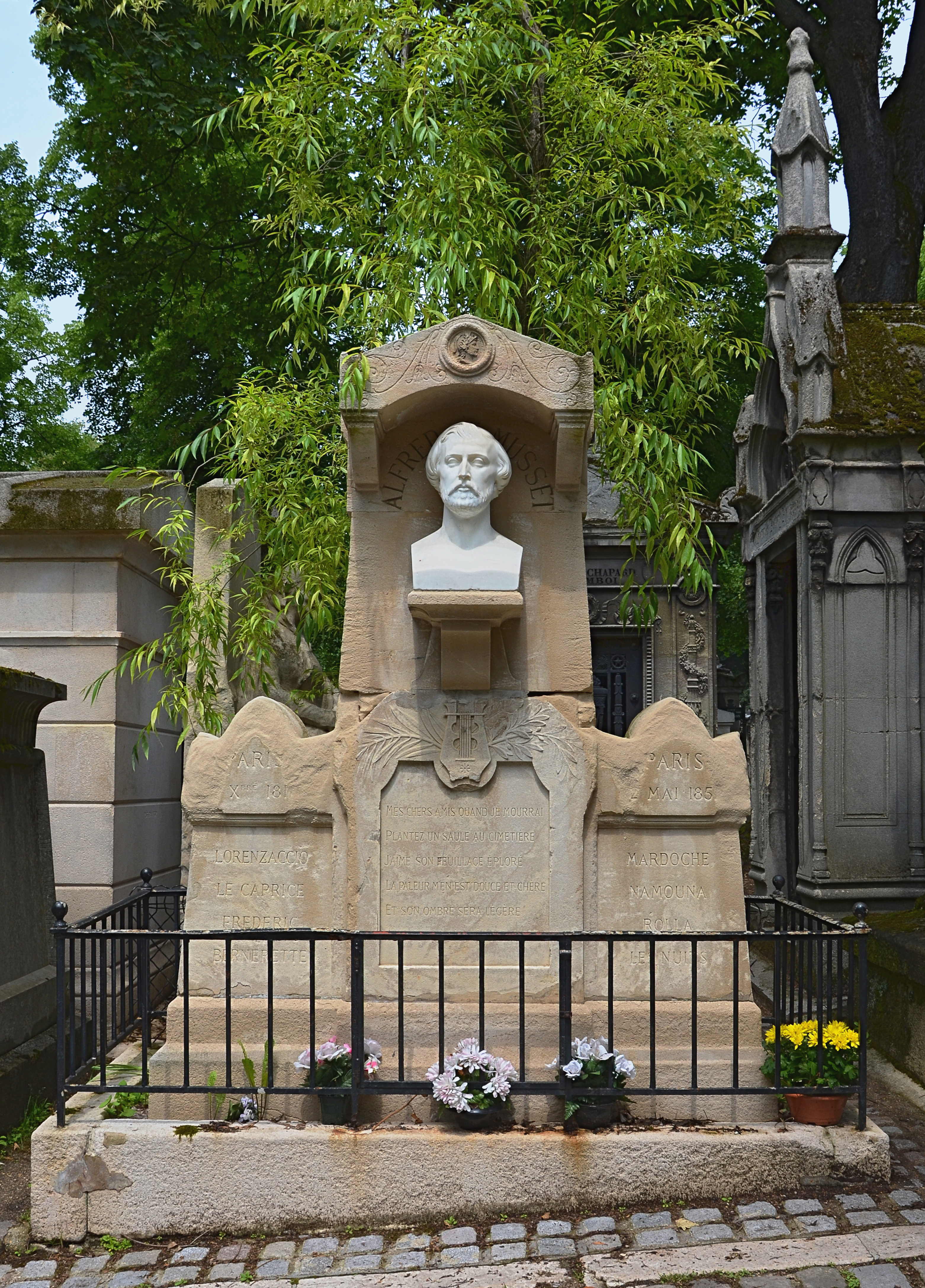
Busto de Musset
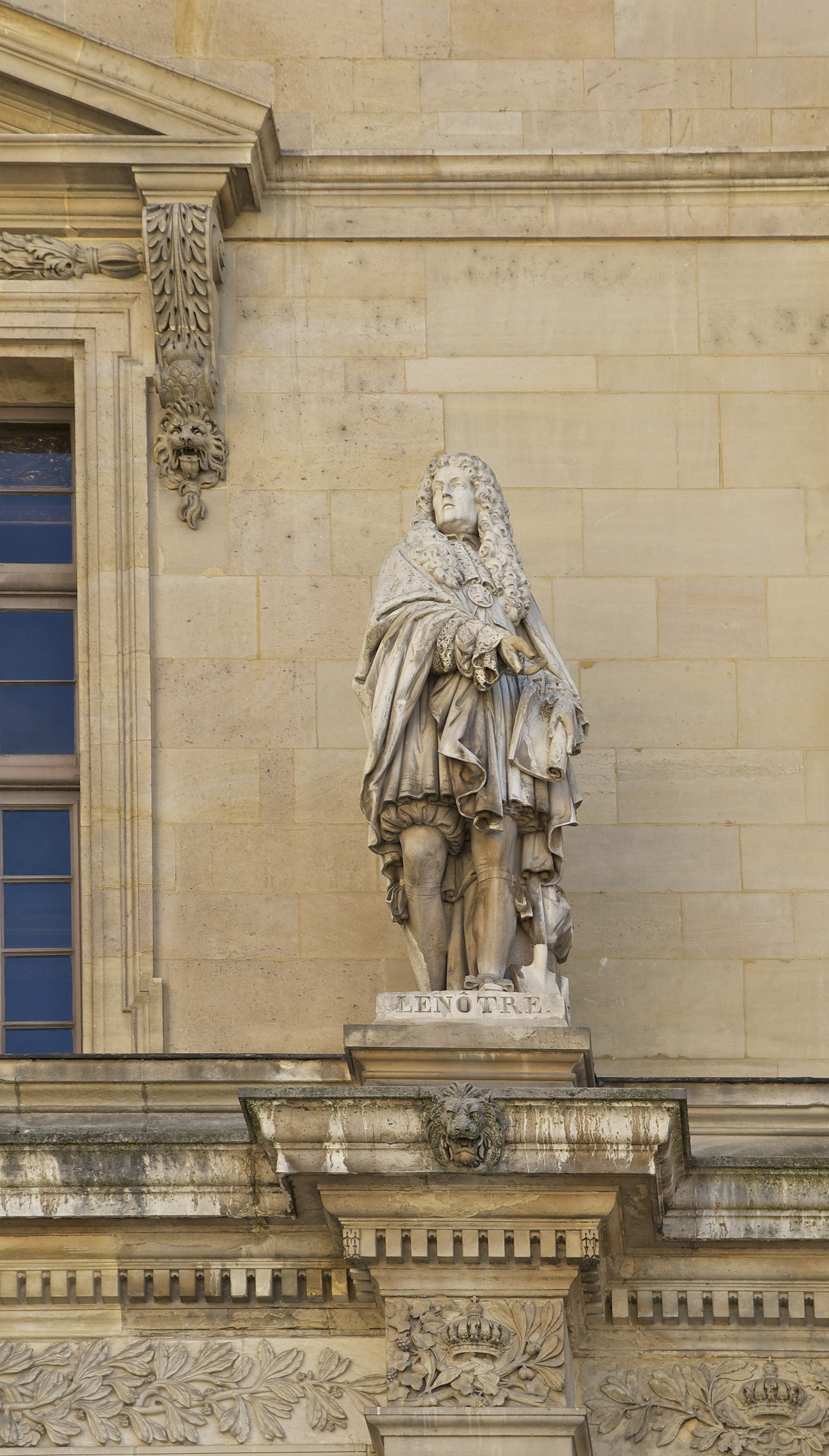
Lenôtre, Cour Napoléon del Louvre.